# Kwame Nkrumah
Kwame Nkrumah (născut Francis Nwia Nkrumah, n. 21 septembrie 1909, Nkroful⁠(d), Coasta de Aur – d. 27 aprilie 1972, București, România) a fost unul dintre cei mai influenți oameni politici Pan-Africaniști ai secolului al XX-lea, lider al Ghanei și al statului precedent, fosta colonie britanică, Coasta de Aur, din 1952 până în 1966.

## Cariera politică
A studiat în Statele Unite ale Americii și Europa, unde a fost fondatorul diverselor mișcări pan-africaniste, sprijinându-se pe necesitățile colegilor săi, studenți africani, și pe revendicatul drept al țărilor africane de a avea un stat propriu și independent.
La întoarcerea sa în Coasta de Aur (actuala Ghana), colonie britanică la acea vreme, a înființat "Convention Peoples Party" - Partidul Convenției Poporului pentru a obține autodeterminarea în timp ce promoționa greve, revolte și proteste masive ale populației civile, motiv pentru care a fost reținut în diverse ocazii.
Credea în socialismul moderat pentru Africa, fără să nege unele aspecte al sistemului de producție capitalistă, chiar dacă a fost un oponent de marcă al imperialismului occidental. S-a proclamat aliat al Chinei în timpul lui Mao. Ca lider al noii Republici Ghana a favorizat industrializarea țării, profitând de beneficiile comerțului cu cacao.
În cărțile sale, trata tema luptei de clasă și datoria africanilor de a se opune colonizării de către țări străine.
A fost înlăturat de la putere, în urma loviturii de stat militare, în timp ce se afla în vizită în China și Vietnam în 24 februarie 1966. Nkrumah nu s-a mai întors niciodată în Ghana, trăind în exil în Guinea. În ciuda retragerii sale din lumea politică, mereu s-a temut de agențiile de spionaj din Vest. În august 1971, a vizitat Bucureștiul, România, pentru un tratament medical. A murit de cancer de piele în aprilie 1972 la vârsta de 62 de ani, la Hotelul Flamingo. A fost îngropat în Ghana, în satul său natal Nkroful, iar mai târziu a fost transferat în mausoleul memorial în Accra. 

Timbru filatelic

## Lucrări ale lui Kwame Nkrumah
- "Negro History: European Government in Africa," The Lincolnian, 12 aprilie 1938, p. 2 (Lincoln University, Pennsylvania) - see Special Collections and Archives, Lincoln University Arhivat în 17 august 2009, la Wayback Machine.
- Ghana: The Autobiography of Kwame Nkrumah (1957) ISBN 0-901787-60-4
- Africa Must Unite (1963) ISBN 0-901787-13-2
- African Personality (1963)
- Neo-Colonialism: the Last Stage of Imperialism (1965) ISBN 0-901787-23-X
- Axioms of Kwame Nkrumah (1967) ISBN 0-901787-54-X
- African Socialism Revisited (1967)
- Voice From Conakry (1967) ISBN 90-17-87027-3
- Handbook for Revolutionary Warfare (1968) - first introduction of Pan-African pellet compass
- Consciencism: Philosophy and Ideology for De-Colonisation (1970) ISBN 0-901787-11-6
- Class Struggle in Africa (1970) ISBN 0-901787-12-4
- The Struggle Continues (1973) ISBN 0-901787-41-8
- I Speak of Freedom (1973) ISBN 0-901787-14-0
- Revolutionary Path (1973) ISBN 0-901787-22-1

## Alte scrieri
- Birmingham, David.  Kwame Nkrumah: The Father of African Nationalism (Athens: Ohio University Press), 1998.
- Tuchscherer, Konrad. "Kwame Francis Nwia Kofie Nkrumah", Encyclopedia of Modern Dictators, ed. by Frank J. Coppa (New York: Peter Lang), 2006, pp. 217-220.
- Davidson, Basil. "Black Star - A View of the Life and Times of Kwame Nkrumah" (James Currey Publishers, Oxford UK) 1973.
- Mwakikagile, Godfrey. Nyerere and Africa: End of an Era, Third Edition (Pretoria, South Africa: New Africa Press), 2006, Chapter Twelve, "Nyerere and Nkrumah: Towards African Unity," pp. 347 - 355.